# Ischoklad

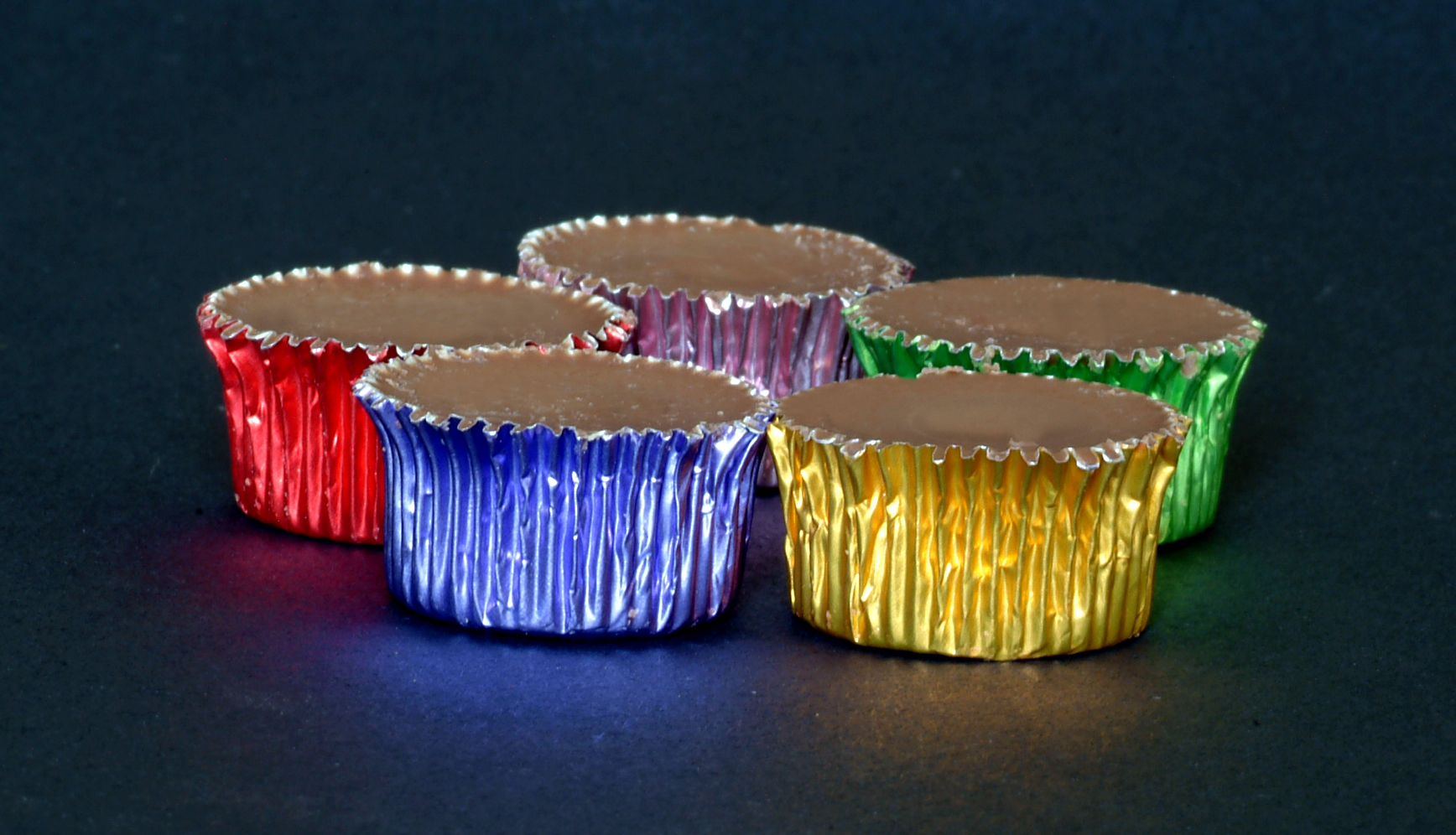
Ischoklad.

El ischoklad (‘chocolate helado’, eiskonfekt en alemán) es un caramelo originario de Alemania popular en este país y en Suecia, en este último como golosina navideña.
Sus principales ingredientes son el chocolate y el aceite de coco, cuyo punto de fusión está entre 20 y 23°C. El ‘helado’ en su nombre alude a la sensación de que el dulce se derrite muy fácilmente gracias al aceite de coco y da una sensación de frescor en la boca cuando la energía calórica se absorbe. En algunos casos se le añade glucosa o mentol, que incrementan esta sensación de frío.